# Gary Ryan
Gary Ryan (* 12. Juni 1972 in Kilcummin) ist ein ehemaliger irischer Sprinter, der sich auf den 200-Meter-Lauf spezialisiert hat. Seinen größten Erfolg feierte er mit dem Gewinn der Bronzemedaille in der 4-mal-400-Meter-Staffel bei den Hallenweltmeisterschaften 2004 in Budapest. Auch sein Bruder Neil Ryan war als Sprinter aktiv.

## Sportliche Laufbahn
Erste internationale Erfahrungen sammelte Gary Ryan im Jahr 1996, als er bei den Olympischen Sommerspielen in Atlanta mit 20,89 s im Viertelfinale im 200-Meter-Lauf ausschied. Im Jahr darauf schied er bei den Hallenweltmeisterschaften in Paris mit 21,84 s im Halbfinale über 200 Meter aus und im August schied er bei den Weltmeisterschaften in Athen mit 20,83 s im Viertelfinale aus. Zudem kam er mit der irischen 4-mal-100-Meter-Staffel mit 39,46 s nicht über den Vorlauf hinaus. Anschließend belegte er bei der Sommer-Universiade in Catania in 20,83 s den vierten Platz über 200 Meter und schied mit 10,82 s in der ersten Runde im 100-Meter-Lauf aus. 1998 schied er bei den Halleneuropameisterschaften in Valencia mit 21,23 s im Vorlauf über 200 Meter aus und im August schied er bei den Europameisterschaften in Budapest mit 21,28 s im Semifinale aus. Im Jahr darauf schied er bei den Studentenweltspielen in Palma mit 10,60 s im Viertelfinale über 100 Meter aus und schied über 200 Meter mit 21,06 s im Halbfinale aus. Zudem wurde er mit der Staffel im Finale disqualifiziert. Anschließend schied er bei den Weltmeisterschaften in Sevilla mit 20,86 s in der ersten Runde über 200 Meter aus und verpasste mit der 4-mal-400-Meter-Staffel mit 3:05,81 min den Finaleinzug. 2000 nahm er mit der 4-mal-100-Meter-Staffel an den Olympischen Sommerspielen in Sydney teil und schied dort mit 39,26 s im Vorlauf aus. 
2002 schied er bei den Halleneuropameisterschaften in Wien mit 21,34 s in der Vorrunde über 200 Meter aus und im August schied er bei den Europameisterschaften in München mit 20,98 s im Halbfinale aus. Im Jahr darauf schied er bei den Hallenweltmeisterschaften in Birmingham mit 21,13 s im Semifinale aus und im August schied er bei den Weltmeisterschaften nahe Paris mit der 4-mal-400-Meter-Staffel mit 3:04,31 min im Vorlauf aus. 2004 gewann er mit der Staffel bei den Hallenweltmeisterschaften in Budapest in 3:10,44 min gemeinsam mit Robert Daly, David Gillick und David McCarthy die Bronzemedaille hinter den Teams aus Jamaika und Russland. Zudem schied er im 60-Meter-Lauf mit 6,83 s in der ersten Runde aus. 2006 kam er bei den Europameisterschaften in Göteborg mit 21,14 s nicht über die Vorrunde über 200 Meter hinaus und im Jahr darauf beendete er seine aktive sportliche Karriere im Alter von 35 Jahren.
In den Jahren 1999 und 2000 sowie 2002, 2003 und 2005 wurde Ryan irischer Meister im 100-Meter-Lauf sowie von 1996 bis 1999 über 200 Meter. Zudem wurde er 1994, von 1996 bis 1998 und 2002, 2003 und 2005 Hallenmeister über 200 Meter.

## Persönliche Bestzeiten
- 100 Meter: 10,35 s (+2,0 m/s), 3. Juli 2004 in Cork
  - 60 Meter (Halle): 6,73 s, 1. März 2003 in Birmingham
- 200 Meter: 20,67 s (+1,5 m/s), 26. August 1997 in Catania
  - 200 Meter (Halle): 20,99 s, 23. Februar 2003 in Birmingham
  - 400 Meter (Halle): 47,77 s, 1. Februar 2003 in Birmingham